# Eosentomon minutum
Eosentomon minutum – gatunek pierwogonka z rzędu Eosentomata i rodziny Eosentomidae.

## Taksonomia
Gatunek opisany został w 1978 przez J. Noska na podstawie okazu odłowionego na wyżynie Ankazobe.

## Występowanie
Gatunek ten jest endemitem Madagaskaru, gdzie znany jest ze środkowej części wyspy.